# Mycterodus rostratulus
Mycterodus rostratulus är en insektsart som beskrevs av Alexander Fyodorovich Emeljanov 1964. Mycterodus rostratulus ingår i släktet Mycterodus och familjen sköldstritar.
Artens utbredningsområde är Turkiet. Inga underarter finns listade i Catalogue of Life.